# Пластический изгиб

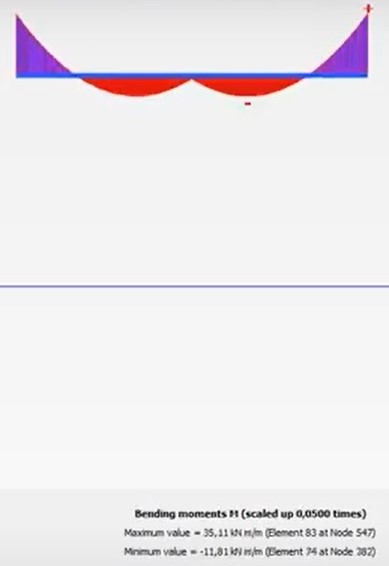
Из-за перемещений (геометрически изменяемая система) Plaxis в результатах отчета показал шарнир, хотя в конструкции жесткая заделка. Из-за того что центральная опора ушла, он взял и дал нулевой момент на опре. Это говорит о пластическом шарнире.

Пластический изгиб (англ Plastic bending)  - нелинейное поведение, характерное для элементов изготовленных из пластичных материалов, которые часто достигают гораздо большей предельной прочности на изгиб, чем указано в анализе линейного упругого изгиба. Как при пластическом, так и при упругом изгибе прямой балки предполагается, что распределение деформации является линейным относительно нейтральной оси (плоские сечения остаются плоскими). В упругом анализе это предположение приводит к линейному распределению напряжения, но в пластическом анализе результирующее распределение напряжения является нелинейным и зависит от материала балки.
Предельная пластическая прочность на изгиб {\displaystyle M_{r}} (см. Пластический момент ) обычно можно рассматривать как верхний предел несущей способности балки, поскольку он представляет собой только прочность в конкретном поперечном сечении, а не несущую способность балки в целом. Балка может выйти из строя из-за глобальной или локальной нестабильности до того, как {\displaystyle M_{r}} достигается в любой точке его длины. Таким образом, балки также должны быть проверены на местную потерю устойчивости, местную деформацию и глобальную боковую крутильную потерю устойчивости.
Прогибы, необходимые для развития напряжений, указанных в пластическом анализе, обычно чрезмерны, часто до точки несовместимости с функцией конструкции. Поэтому может потребоваться отдельный анализ, чтобы убедиться, что проектные пределы прогиба не превышены. Кроме того, поскольку рабочие материалы в области пластичности могут привести к остаточной деформации конструкции, может потребоваться дополнительный анализ при предельной нагрузке, чтобы убедиться в отсутствии вредных остаточных деформаций. Большие прогибы и изменения жёсткости, обычно связанные с пластическим изгибом, могут значительно изменить распределение внутренней нагрузки, особенно в статически неопределимых балках. Для расчётов следует использовать внутреннее распределение нагрузки, связанное с деформированной формой и жёсткостью.
Пластический изгиб начинается, когда приложенный момент заставляет внешние волокна поперечного сечения превышать предел текучести материала. Нагруженный только моментом, пиковые напряжения изгиба возникают на внешних волокнах поперечного сечения. Поперечное сечение не будет линейно прогибаться через сечение. Наоборот, в первую очередь будут поддаваться внешние области, перераспределяя напряжение и задерживая разрушение сверх того, что можно было бы предсказать с помощью методов упругого анализа. Распределение напряжения от нейтральной оси такое же, как форма кривой напряжение-деформация материала (это предполагает несоставное поперечное сечение). После того, как поперечное сечение достигает достаточно высокого состояния пластического изгиба, оно действует как пластический шарнир .
Теория элементарного упругого изгиба требует, чтобы напряжение изгиба линейно изменялось в зависимости от расстояния от нейтральной оси, но пластический изгиб показывает более точное и сложное распределение напряжения. Выходные площади поперечного сечения будут варьироваться где-то между пределом текучести и пределом прочности материала. В упругой области поперечного сечения распределение напряжений изменяется линейно от нейтральной оси к началу области текучести. Прогнозируемый отказ происходит, когда распределение напряжения приближается к кривой напряжение-деформация материала. Наибольшее значение имеет предел прочности. Не каждая площадь поперечного сечения превысит предел текучести.
Как и в базовой теории упругого изгиба, момент в любом сечении равен интегралу площади изгибающего напряжения по поперечному сечению. Исходя из этого и приведённых выше дополнительных предположений, делаются прогнозы прогибов и прочности на разрушение.
Теория пластичности была подтверждена примерно в 1908 году C. v. Бах. 